# Skarb radjuweński
Skarb radjuweński – tracki skarb składający się ze srebrnych naczyń, datowany na IV–III w. p.n.e. Został odkryty w pobliżu współczesnej miejscowości Radjuwene w Bułgarii.
Skarb został odkryty w 1911 roku. W okolicy samego Radjuwene znaleziono ślady kilku osad trackich.
Skarb składa się z 12 srebrnych naczyń i 2 ozdób uprzęży końskiej.
Znalezisko z Radjuwene nie posiada inskrypcji; na podstawie podobieństw do innych trackich naczyń, skarb jest datowany na IV–III w. p.n.e.
Od 1912 roku przechowywany jest w Narodowym Muzeum Archeologicznym w Sofii.